# Czeko
Czeko (ros. Чеко) – małe słodkowodne jezioro na Syberii, w kształcie niecki o wymiarach: długość 708 m, szerokość 364 m, głębokość ok. 50 m, w pobliżu rzeki Podkamienna Tunguzka. Naukowcy spekulują, że powstało na skutek uderzenia meteorytu lub fragmentu komety 30 czerwca 1908 roku (tzw. katastrofa tunguska).
Znajduje się na terenie Rezerwatu Tunguskiego.